# Mosquitia

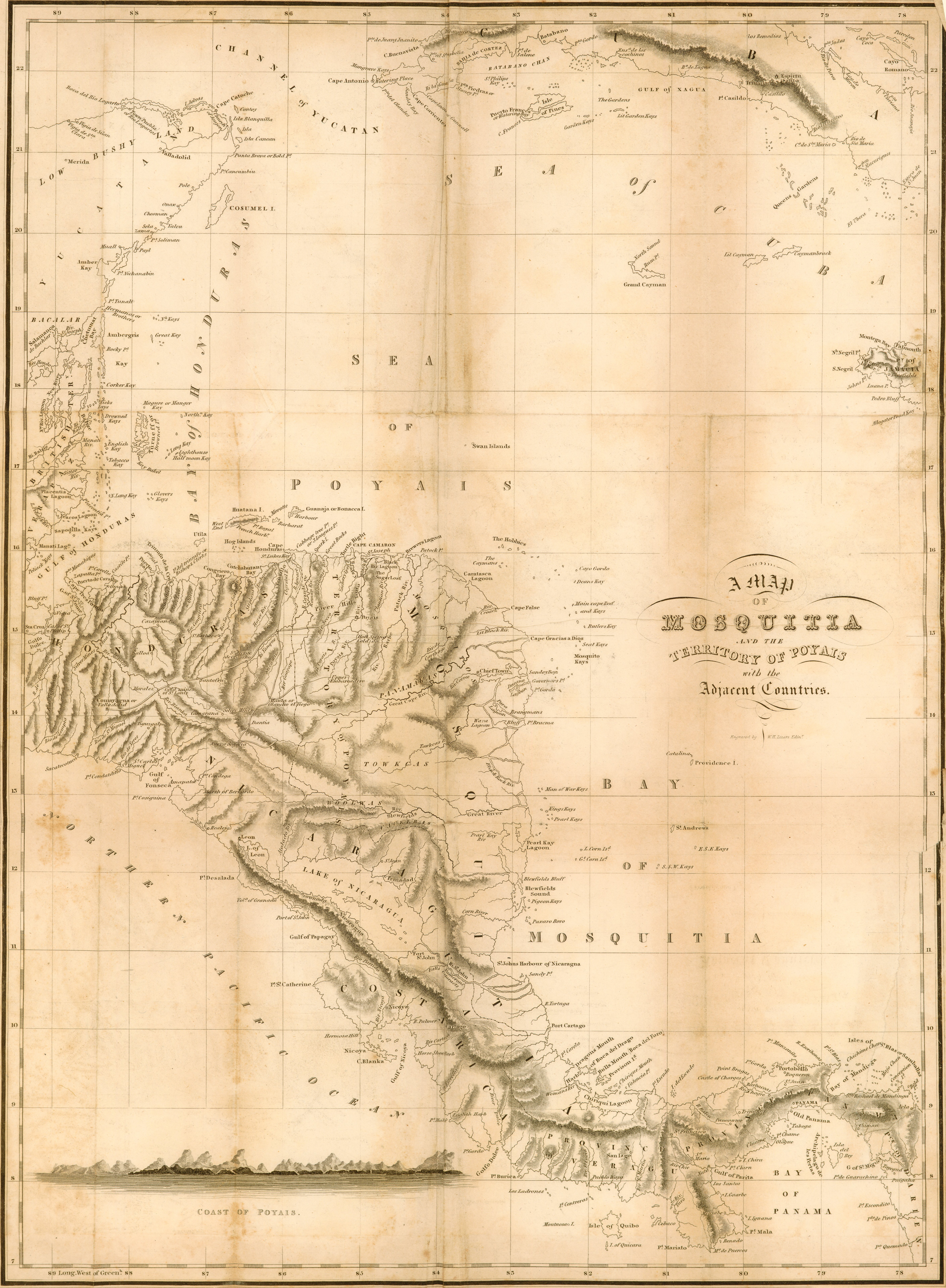

Mosquitia és una àrea geohistòrica situada al costat d'Hondures i Nicaragua. Van ser els escriptors espanyols els que van batejar aquesta regió, abans coneguda com a Taguzgalpa, com la Costa de Mosquits a finals del segle xvii després del nom donat a un dels pobles nadius de la zona, els miskitos.

## Història
Es coneix molt poc de l'activitat i història de les comunitats ameríndies originàries de la regió anteriors al període colonial. Les fonts colonials sobre tradició oral d'Hondures són escasses i, en termes generals, no descriuen en detall els aspectes culturals de les ètnies que habitaven el territori. Tota la informació que ha arribat als nostres dies forma part de cartes, informes i documentació administrativa que no tenien com a objectiu aprofundir en les tradicions dels poblats sinó justificar i elogiar la colonització.
La hipòtesi més acceptada actualment és la que considera els miksitos descendents dels caribs que poblaven les Antilles Menors, d'on van emigrar cap a les costes d'Hondures i es van barrejar amb pobles autòctons de Mosquitia, com els rames ("reis" en miskito) i els sumos o tawahkas ("xatos" en miskito). Aquesta teoria es fonamenta en les similaritats i manlleus entre la llengua parlada pels miskitos i els caribs.

### Era colonial
Colom va arribar a Mosquitia el 1502 en el quart viatge d'exploració al continent americà. Durant l'època imperial espanyola, el territori va passar a formar part del Regne de Guatemala, que anteriorment i durant un breu període s'havia denominat Província de Taguzgalpa. Els miskitos van resistir amb èxit la conquesta espanyola.
Els anglesos van arribar a la costa del Carib a inicis del segle xvii. El primer contingent de colons va instal·lar-se a Illa Providència el 1631. L'aliança entre anglesos i mosquits té dos motius de ser: polític i econòmic. Per una banda, els mosquits van acollir-se a la protecció dels anglesos de Jamaica per protegir-se dels espanyols. Per l'altra, els miskitos van aconseguir armes de foc a canvi de permetre als anglesos l'arribada del comerç il·legal a través de les costes de Mosquitia. Aquest fet és fonamental per entendre la supremacia d'aquest grup ètnic per sobre dels altres del territori. El nomenament del primer rei miskito el 1687 va consolidar el domini d'aquest poblat, així com la pervivència de la seva aliança amb els anglesos.
El regnat miskito es va mantenir durant segles amb l'educació dels líders polítics a mans de l'imperi anglès tot i que la sobirania de Mosquitia requeia sobre el rei d'Anglaterra. El 1740 el capità Robert Hodsgon va ser enviat pel governador de Jamaica, Trelawny, per procurar una cessió formal del territori al rei d'Anglaterra. El 1749 es va crear la primera superintendència anglesa a Mosquitia amb el mateix Hodsgon al cap. Si bé aquestes tropes van ser retirades el 1764 com a conseqüència del Tractat de París de 1763, que establia la fi de la guerra hispano-anglesa, la Superintendència britànica a Mosquitia va ser reconeguda oficialment 22 anys més. Poc després, Anglaterra va entrar en una guerra colonial contra Espanya, França i els Països Baixos en la qual va perdre definitivament, a més de les colònies nord-americanes, la superintendència de Mosquitia amb el Tractat de Pau de 1783 i la Convenció suplementària de Londres de 1786.
Durant aquest període, es van adoptar costums i la llengua anglesos, i Mosquitia va gaudir de certa prosperitat social. Els anglesos van explotar la regió durant tres segles, d'on n'extreien sobretot fusta, però la relació i control del territori els va servir sobretot per contenir el sistema colonial espanyol i alhora expandir el seu propi comerç i colònies al Carib.
Mosquitia va ser abandonada pels colons anglesos a partir de 1786 com a conseqüència de la prohibició de crear fortificacions, plantacions o indústria a la costa. En aquell moment, els mosquits emergeixen amb una independència de facto. Excepte el riu San Juan, Espanya no exercia cap autoritat sota la regió. No obstant això, els habitants de Mosquitia es consideraven simbòlicament subjectes a la Superintendència anglesa de Belize que, al seu temps, depenia del governador de la colònia britànics de Jamaica; i els líders monàrquics miskitos van seguir sent formats a Jamaica, fets que fomentaven una relació pacífica amb els colons anglesos i tensió i enemistat amb els hispànics.

### Era republicana i pax britannica
El 1823, amb la independència de la Capitania General de Guatemala, s'instauren les Províncies Unides de Centre Amèrica, dins les que s'hi incloïa Mosquitia. Gran Bretanya va enviar un observador dos anys després i més endavant va col·locar-hi un cònsol: Frederick Chatfield. Els acadèmics discuteixen el paper de Chatfield en la dissolució de les Províncies, però la majoria coincideixen en el seu interès per eixamplar el territori britànic a base d'anar prenent ubicacions estratègiques a la costa del Carib. La corona anglesa va recuperar el projecte de la centreamèrica britànica capaç de contenir l'expansió d'altres poders i de prometre estabilitat pel comerç.
El 1839 va desaparèixer la federació per disputes entre les províncies i problemes interns, i Colòmbia va entrar en una guerra civil.

### Reinstauració del protectorat
Entre 1837 i 1844 es va restaurar el protectorat mosquit. L'anarquia de la regió -envoltada de guerres civils, mancada d'autoritats i amb problemes per acontentar la població ameríndia- va facilitar el procés de reconquesta als anglesos residents. Amb la falsa amenaça d'un intent d'usurpació de terres per part de Nova Granada i de la voluntat dels centreamericans d'interferir en el territori, es va dur a terme la reassumpció del protectorat amb la col·laboració de la monarquia miskito sota la mediació del superintendent de Belize, el Coronel McDonald, i el cònsol Chatfield. Va ser la primera vegada que el rei va acceptar el protectorat anglès. El 9 d'agost de 1840 va signar la primera constitució de la regió amb l'abolició de l'esclavisme com una de les seves mesures principals.
El regnat miskito va ser una dependència de facto governada pel consolat britànic fins ben entrada la dècada de 1850, quan va dissoldre's el protectorat a causa de la pressió diplomàtica exercida per les repúbliques que reivindicaven aquell territori per convertir-lo en una zona de lliure pas. L'ajuda dels Estats Units va ser fonamental per aquesta primera pèrdua de poder dels anglesos sobre el territori mosquit, qui van veure en això una oportunitat per expandir el comerç. L'any 1850 els dos països van signar el Tractat Clayton-Bulwer, que impedia que tant anglesos com nord-americans poguessin colonitzar ni controlar cap país d'Amèrica Central.

## Clima
El clima de la regió és tropical, però a causa de la configuració del sòl i del vent dominant no encaixa completament amb aquest model climàtic. La temperatura mitjana ronda els 26 °C i rarament se superen els 32 °C o es baixa dels 17 °C. El mes de gener és el més fred de l'any. La brisa marina ajuda a mantenir un ambient fresc i agradable, de manera que la calor mai és sufocant els mesos més càlids. La pluja és abundant i ben distribuïda.
Entre els mesos de juny i agost, la costa de Nicaragua pateix l'efecte de borrasques i ràfegues de vent provinents del sud-est i el sud que posen en perill les canoes en circulació. Són habituals també els huracans, tot i que mai assumeixen la violència que tenen al Golf de Mèxic o les Índies Occidentals.

## Orografia i sòl
La major part de Mosquitia és relativament plana, amb pocs punts amb pendents superiors al 10%. La regió compta amb gran superfícies al·luvials, aiguamolls i diversos llacs i llacunes costaners, així com una estreta banda de sorra de platja. La majoria dels sòls són antics i àcids, amb un pH inferior a 5. El fet que la gran massa de vegetació a baixes latituds en una àrea de grans precipitacions sigui de pi (Pinus Caribea, concretament) és un indicador de la poca fertilitat del sòl mosquit. A banda de la naturalesa del terreny, els incendis constants empobreixen encara més el sòl.